# Клингенберг, Елизавета Николаевна
Елизавета Николаевна Клингенберг (1829—1898) — начальница Санкт-Петербургского Елизаветинского училища.

## Биография
Родилась 15 (27) августа 1829 года в семье полковника (впоследствии — генерал-лейтенанта) Н. Н. Пущина.
В 1876 году стала, после своей сестры Софьи Николаевны Голицыной, начальницей Санкт-Петербургского Елизаветинского училища.
Умерла 9 (21) декабря 1898 года. Похоронена на Смоленском лютеранском кладбище, рядом с мужем.
Замужем она была за тайным советником М. К. Клингенбергом. Их дети:
- Николай Михайлович Клингенберг (1853—1917) — сенатор;
- Елизавета Михайловна Клингенберг (1854—?);
- Анна Михайловна (1856 — после 1928) — жена директора Александровского лицея В. А. Шильдера;
- Ольга Михайловна Клингенберг (1858—?)
- Михаил Михайлович Клингенберг (1861—1939) — директор Полтавского кадетского корпуса, генерал-майор;
- Александр Михайлович Клингенберг (1865—1909) — губернатор.